# Stillwater (Oklahoma)
Stillwater é uma cidade localizada no estado norte-americano de Oklahoma, no Condado de Payne.

## Demografia
Segundo o censo norte-americano de 2000, a sua população era de 39.065 habitantes.
Em 2006, foi estimada uma população de 44.818, um aumento de 5753 (14.7%).

## Geografia
De acordo com o United States Census Bureau tem uma área de
73,3 km², dos quais 72,1 km² cobertos por terra e 1,2 km² cobertos por água.

## Localidades na vizinhança
O diagrama seguinte representa as localidades num raio de 24 km ao redor de Stillwater.